# 듀공
듀공(말레이어: duyung, 학명: Dugong dugon 두공 두공[*])은 인도양과 홍해, 남태평양에 서식하는 중대형 해양 초식성 포유류이다. 바다소목에 속하는 현생 4종 가운데 하나이자 듀공과에서 유일하게 현재까지 명맥이 남아 있는 동물으로, 나머지 바다소 3종은 모두 매너티과에 속해 있으며, 따로 매너티라고 일컫는다. 한때는 유전적으로 가장 가까운 종으로 스텔러바다소(학명: Hydrodamalis gigas)가 있었으나, 지나친 밀렵 때문에 18세기에 절멸하여 자취를 감췄다.
듀공은 바다소 종류 가운데 서식 범위가 가장 넓어, 인도-태평양 해역을 가로지르는 40여 개국 해안 및 영해에 서식한다. 전적으로 해초만을 고집하여 섭취하기 때문에 바닥에 대규모 해초 군락이 펼쳐져 있는 해안 환경이 만들어지지 않으면 살아갈 수 없으며, 이와 같은 조건을 충족하는 인도양과 태평양 사이의 여러 만·해안 맹그로브림·산호섬·암초와 같은 환경이 조성된 곳에 주로 밀집해 서식한다. 특히 오스트레일리아 연안에 위치한 샤크만과 모레턴만 사이에는 핵심 듀공 서식지가 있는 것으로 생각된다.
현존하는 모든 바다소들이 그렇듯이 듀공 또한 몸통이 둥글고 양끝에서 좁아지는 방추형(紡錘形)을 띠며, 등지느러미와 뒷다리는 없는 대신 평평한 꼬리지느러미가 있으며 앞다리는 넓적한 노(櫓) 모양으로 돼 있다. 그러나 꼬리지느러미 역시 노처럼 생긴 다른 세 종과는 달리 꼬리가 고래처럼 좌우 양끝이 삐친 형태이기 때문에, 듀공은 외견만으로도 여타 바다소목 동물들과 분간하기가 쉬운 편이다. 두개골과 치아 구조 역시 다른 종들과 확연히 구분되는 특색을 가지는데, 치열이 다소 복잡한 매너티들에 비해 단순한 쐐기 형태의 어금니를 지녔으며, 헌 치아를 새 것으로 갈지 않는다. 주둥이와 입은 해초를 뜯어먹기 편리하도록 아래로 축 늘어져 있는 모습이다. 아래로 향한 주둥이로 모래나 토사가 쌓인 연안 밑바닥을 훑어서, 입술에 잡히는 해초를 마치 빨아들이듯이 뜯어먹는다.
듀공은 고기와 뼈와 가죽과 기름을 얻기 위하여 대대로 인류의 사냥감이 되었는데, 이 해상 사냥 전통은 인도양 및 태평양 도처에 잔존해 있으며 현대에서도 그 문화적 가치와 중요성이 높다고 평가된다. 특히 오스트레일리아 북부와 태평양 군도에서 이와 같은 전통들이 남아 있다. 현재 듀공은 서식지가 바다 곳곳마다 흩어져 있고, 그 개체 수도 얼마 남지 않았다고 추산되어 멸종 위기에 처한 종이라 여겨진다. 듀공은 수명이 70년 정도로 긴 편이고 번식 속도가 너무나 느리기 때문에 개체 수가 늘어나기 힘들다. IUCN 목록에서는 듀공의 멸종위기 등급을 취약(VU) 등급으로 명시하고 있으며, 멸종위기에 처한 야생동·식물의 국제거래에 관한 협약에 따라 듀공을 사용한 상품에 대한 거래가 국제적으로 제한되고 있다. 듀공이 분포하는 국가 대부분이 듀공을 법적으로 엄히 보호하고 있으나, 여전히 어업·환경 오염·밀렵 등 인간과의 지속적인 충돌로 말미암아 개체 수가 감소하는 중이다.

## 진화

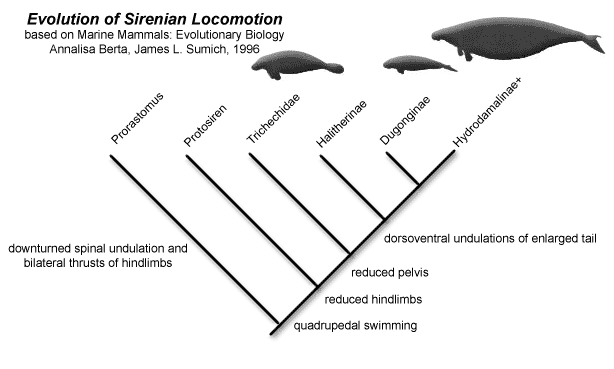
바다소목 계통도

듀공은 매너티와 함께 바다소목에 속하는 동물로, 바다소목에 속하는 동물들은 바다 생활에 완벽하게 적응한 해양 포유류 중 유일한 현존 초식성 동물로 알려져 있다. 바다소목은 초기 에오세에 속하는 5,000만년 전의 것으로 보이는 화석 기록을 갖고 있으며, 고래와 비슷한 앞지느러미와 꼬리지느러미를 가진 듀공과 동물은 에오세 후기에 나타났을 것이라고 추정된다. 이를 살펴보면 올리고세와 마이오세에 걸쳐서 꽤 다양한 종류가 번성했던 것을 알 수 있지만, 기후가 점차 추워지고 해양 변화 및 인류의 출현으로 다양성이 서서히 위축되었다.

## 어원과 분류

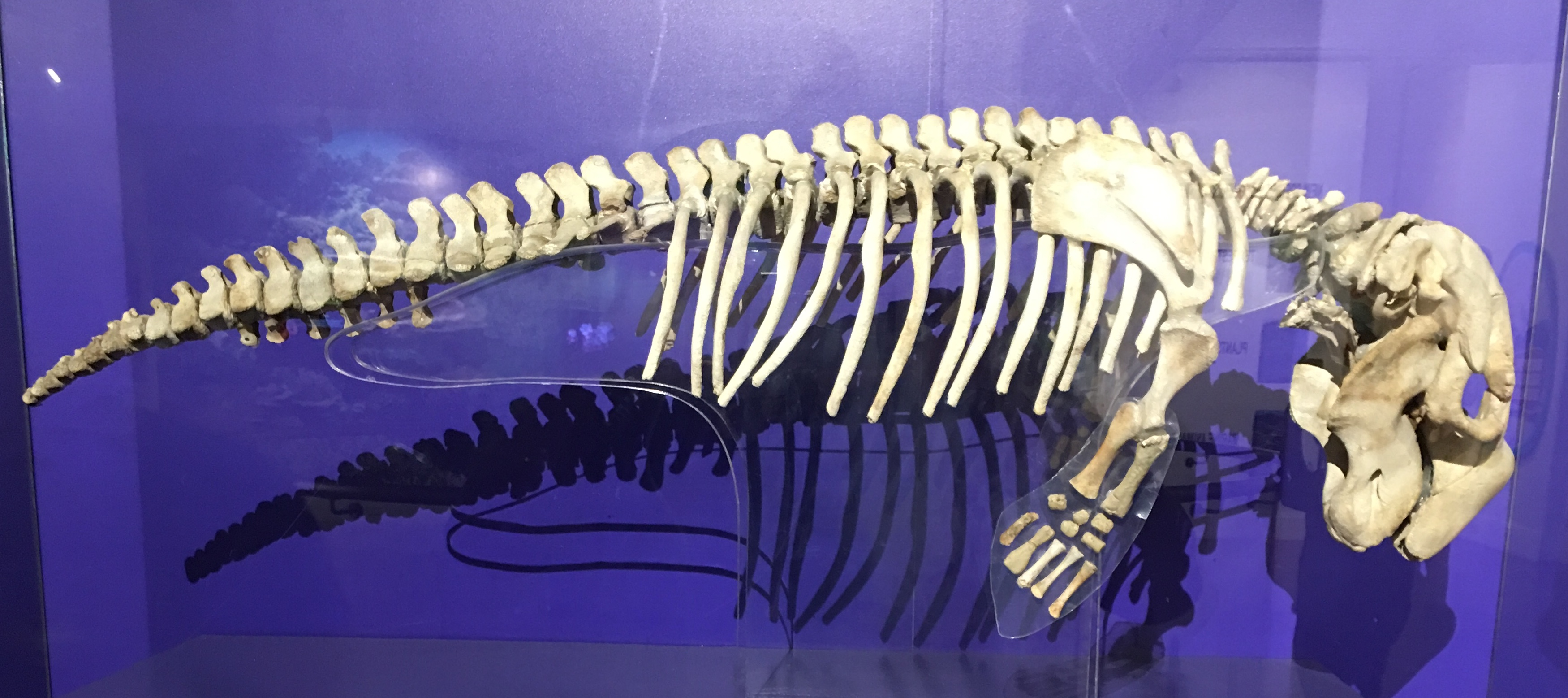
필리핀 국립박물관에서 전시하고 있는 듀공 골격

듀공이라는 명칭은 필리핀 군도에서 널리 쓰이는 비사야어군 계열 언어에서 찾아볼 수 있는 낱말 두궁(dugung)이 유래이다. 이 이름은 프랑스의 자연학자 조르주루이 르클레르 드 뷔퐁 백작이 본인의 저서 《자연사》(1765)에 처음 기재한 명칭이다. 기록을 볼 때, 백작은 필리핀의 레이테섬에서 듀공을 처음 관찰했다는 것을 확인할 수 있다.
듀공이 속해 있는 듀공과(Dugongidae)에는 듀공 외에 현존하는 종이 단 하나도 남아 있지 않으며, 또한 바다소목 전체로 보아도 현재 듀공을 비롯한 4종 이외의 생명체는 모두 멸종된 처지이다. 듀공이 처음으로 근현대적 분류 체계를 따라 분류된 것은 1776년의 일로, 독일의 학자 필리프 루트비히 슈타티우스 뮐러가 칼 폰 린네가 기재한 매너티속(Trichechus)에 편입시켜 트리케쿠스 두공(Trichechus dugon)이라는 학명을 붙여 기록했다. 훗날 베르나르제르멩 드 라세페드 백작은 다시 듀공을 듀공속으로 재분류하여 해당 속의 모식종으로 기재하였으며, 존 에드워드 그레이와 조지 게일로드 심슨은 다시 듀공에게 독립된 과와 아과를 부여했다. 따라서, 듀공은 현재 바다소목 듀공과 듀공아과 듀공속에 속한다.
듀공을 비롯한 바다소목 동물들은 고래나 바다사자와 같은 여타 해양 포유류들보다는 오히려 코끼리와 유전적으로 가깝다. 코끼리·바위너구리·땅돼지·바다소는 같은 단계통군을 공유하며, 이 단계통군은 비교적 이른 시기에 진수하강으로부터 갈라져 나왔다. 화석 기록으로 볼 때, 현생 바다소목 동물의 조상뻘 되는 생물이 처음 나타난 것은 에오세 시대이며 주로 테티스해 인근에 분포했을 것이라는 추측이 나온다.
에오세 중기에 다다랐을 때 이 공통 조상으로부터 듀공과 매너티가 갈라지고, 마이오세에 이르러 듀공과 스텔러바다소가 갈라진 것으로 보인다. 현생 듀공과 절멸된 스텔러바다소를 제외하면, 듀공과에 속하는 다른 종의 화석은 아무것도 발견되지 않았다.
한편 듀공 개체 수에 대하여 미토콘드리아 DNA를 이용한 분자 연구가 이루어진 바가 있었는데, 그 결과 동남아시아에 분포하는 듀공 개체군은 다른 듀공들과 유전적으로 사뭇 다르다는 것이 밝혀졌다. 오스트레일리아의 개체군은 모계통이 크게 북부·서부 두 부류로 나뉘고, 그 중 한 쪽은 아프리카와 아라비아 지역의 듀공들을 포함한다. 주로 티모르섬 근해에서 이 동남아시아 계통과 오스트레일리아 계통의 듀공들 사이에 유전적 교잡이 이루어진다. 그러나 이 두 계통 사이에 어떤 유의미한 차이가 있는지를 알려 주는 마땅한 외형상·유전자상 증거는 부족한 상태이다.

## 형태 및 해부

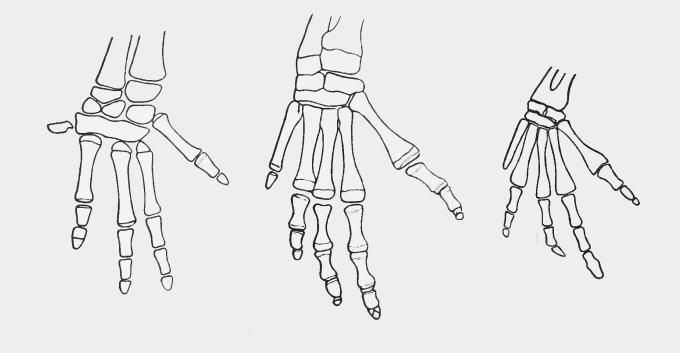
듀공 앞다리 골격도

몸은 유선 및 방추형으로, 피부는 두께가 상당히 두껍고 주름진 편이지만 동시에 부드럽다. 막 태어났을 적 빛깔은 거의 흰색에 가까울 정도로 엷지만 점차 성장하면서 살짝 옅은 갈색 내지는 회색으로 바뀌게 된다. 거죽 색깔은 때에 따라 규조류가 부착되어 옅은 갈색이나 청색으로 보일 때도 있다. 털은 3-5cm 길이로 몹시 짧은 편이며 몸 이곳저곳에 드문드문 나 있는데, 양은 적으나 촉각에 해당하는 감각을 담당하는 주요 부위이다. 이것은 듀공뿐 아니라 모든 바다소목 동물에서 발견되는 특징이다. 털이 가장 발달한 곳은 입 주위로, 특히 편자 모습을 하고 있는 윗입술과 주둥이에 집중적으로 밀집해 있다. 윗입술 근육이 발달해 있어서 입술이 움직이는 것과 동시에 해초를 잡아뜯어 구강으로 운반하는 데 알맞게 되어 있다.
꼬리와 앞지느러미는 물속에서 움직이는 데 적합하도록 되어 있으며 마치 돌고래를 닮았다. 가운데가 쐐기 모양으로 패여 있는 꼬리는 수평으로 납작해서 위아래로 움직여 물 속을 헤쳐 나아갈 수 있으며, 좌우로 비틀어 방향 전환도 할 수 있다. 몸길이의 15% 정도 길이로 나 있는 앞지느러미는 발톱이 퇴화해 없는 대신 자맥질하기 좋도록 평평하게 되어 있어 수중에서 방향을 틀거나 멈추기에 좋도록 돼 있다.
다 자란 개체를 기준으로 몸길이는 2-3m에 달하나 3m까지 자라는 경우는 드물다. 몸집이 큰 개체의 경우 몸무게는 420-900kg까지 달하지만, 보통은 250kg 정도에서 그친다. 최대 기록은 몸길이 4.06m에 몸무게 1.016t이었으며, 해당 개체는 인도 서쪽 사우라슈트라 지역 해안에서 발견됐다. 보통은 암컷이 수컷보다 몸집이 더 크다.

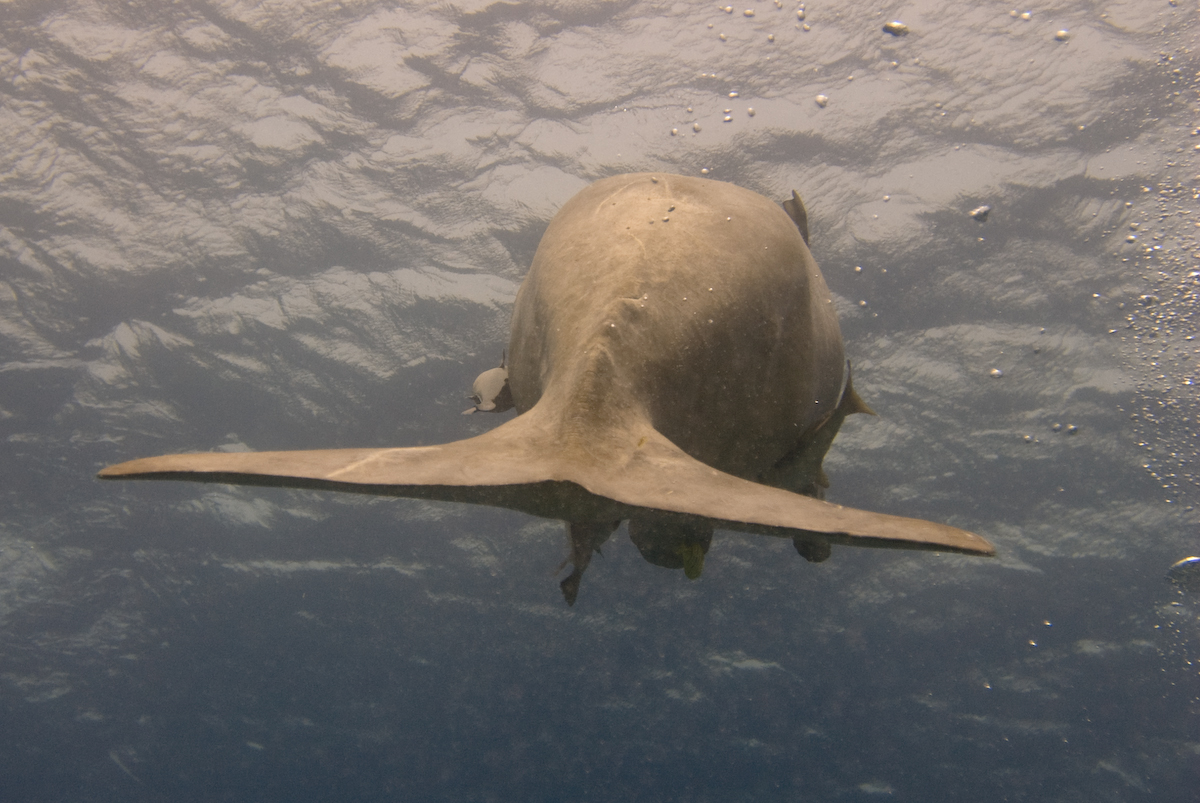
듀공 꼬리

뇌 무게는 몸무게의 1000분의 1가량, 다시 말해 약 300g 정도이다. 눈은 크기에 견주어 특히나 작은 편으로, 시력이 좋지 못한 대신 청력은 아주 날카롭고 가청범위가 넓다. 귀에는 귓바퀴가 없고, 머리 측면에 붙어 있으며, 코 역시 머리 맨 앞쪽에 구멍만 두 개 뚫려 있다. 이 콧구멍은 호흡기에 물이 들어차지 않도록 밸브처럼 자유롭게 여닫을 수 있다. 유선과 유두는 겨드랑이에 양쪽 겨드랑이에 숨겨져 있다. 암수간 형태적 차이는 거의 없고, 생식기 형태만이 다르다. 수컷의 고환은 외부에 노출되어 있지 않다. 암수 모두 항문과 배꼽 사이에 균열이 가 있는데, 이 위치가 성별마다 조금씩 차이가 난다. 내부 장기 중에서도 특히 폐가 무척 발달해 있으며 그 길이가 신장 근처까지 이어질 정도로 길게 뻗어 있다. 폐가 이토록 발달해 있는 것은 바닷물 속 환경에 대처하기 위한 적응의 일환으로 여겨진다. 피부에 상처가 생길 경우 상흔이 무척 빠르게 아문다.
듀공은 두개골이 아주 독특하게 생긴 동물이다. 두개골에서 위턱뼈에 해당하는 부분이 아래를 향해 구부러져 있으며, 특히 수컷에서 이와 같은 특징이 도드라진다. 척추는 척추뼈패임이 57개에서 60개에 달한다. 또한 매너티가 평생 동안 주기적으로 헌 치아가 빠졌다가 새로 돋아나는 데 반해 듀공은 치아갈이를 하지 않는다. 듀공은 엄니가 존재하는데 수컷은 아성체가 되어갈 즈음 엄니가 크게 발달하며, 암컷은 그보다는 덜 발달하기는 해도 다른 치아에 비해서는 확연히 크게 자란다. 가끔씩은 엄니가 평생 동안 쑥쑥 자라서 위턱뼈 끝까지 닿게 될 때도 있다. 이 엄니를 척도로 해서 듀공의 나이를 추정할 수 있다. 또한, 어금니는 자라면서 점점 앞으로 나온다. 치열은 2.0.3.33.1.3.3, 다시 말해 위턱에 엄니 두 개, 소구치 세 개, 어금니 세 개로 이루어져 있고, 아래턱에 엄니 세 개, 송곳니 한 개, 소구치 세 개, 그리고 어금니 세 개로 이루어져 있다. 여타 바다소목 동물들처럼 종종 갈비뼈나 다른 주요 장골들이 골수가 비거나 하는 연유로 몹시 딱딱해지는 뼈비대증(Pachyostosis)을 앓는다. 이렇게 거추장스러울 정도로 무거워진 듀공의 뼈는 모든 동물 가운데 가장 빽빽한 밀도를 지니며, 듀공이 해수면에 살짝 걸쳐서 유영할 수 있도록 비중을 잡아 주는 밸러스트와 같은 역할을 해 주기도 한다.

## 분포와 서식지

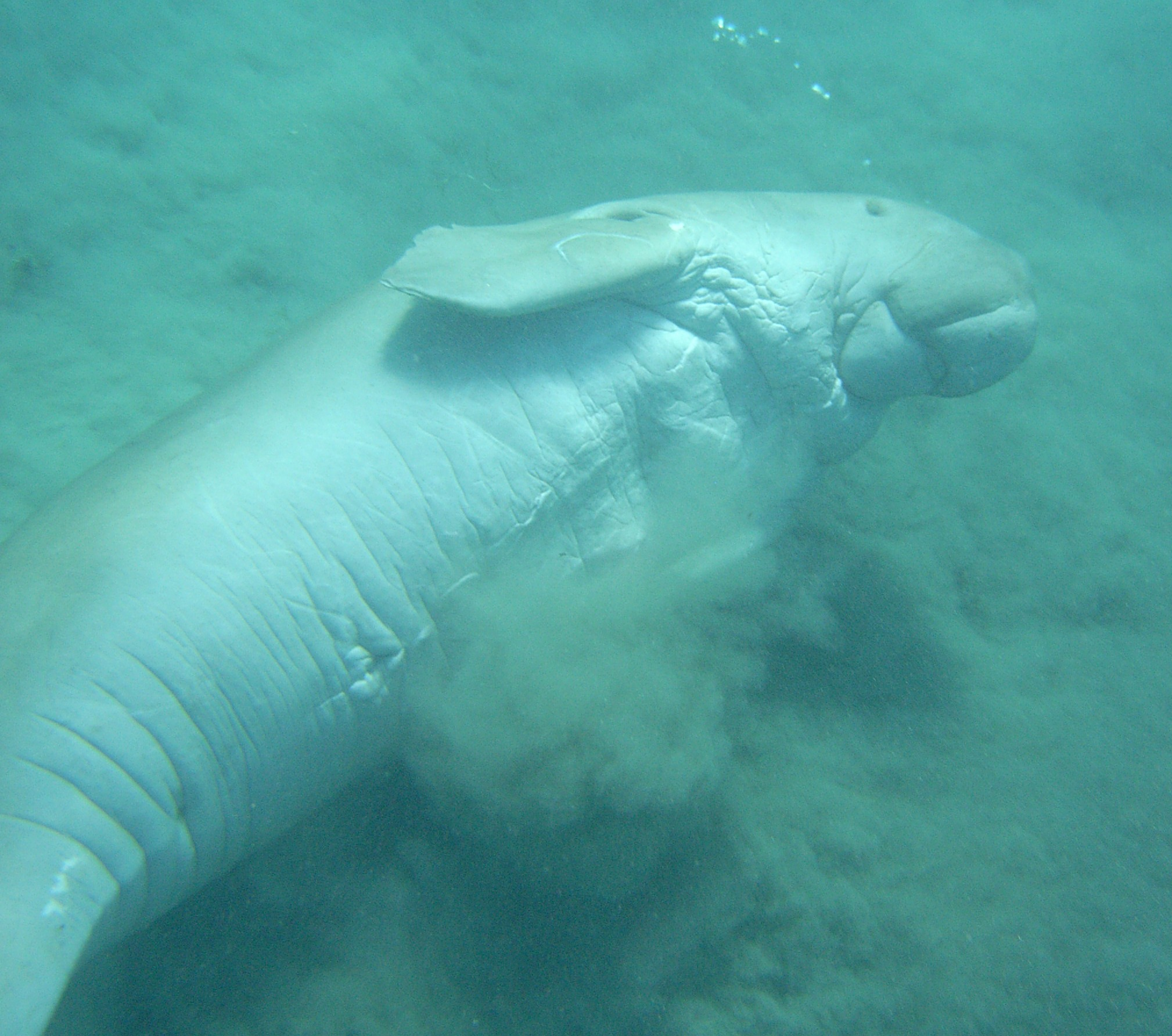
연안 밑바닥에서 유영하는 듀공. 마르사알람, 이집트

듀공은 서태평양과 아프리카 해안까지, 해안선이 140,000km에 이르는 비교적 온난한 적도 부근 바다에 서식하며, 그 위도 범위는 북·남위로 26-27°까지 달한다. 또한, 보금자리로 깊은 바다보다 얕은 해안가를 보다 선호하며, 주로 만이 형성된 지역으로 몰려든다. 기록을 보면 한때 가래과 및 자라풀과에 속하는 수생식물이나 바닷말이 대거 번성하는 지역에서 널리 분포했던 것으로 보인다. 과거 듀공이 작금보다 서식하는 지역이 훨씬 넓었다는 증거는 풍부하지만 정확히 어디까지 분포했는지는 아직 오리무중이다. 현재 듀공은 인도양·홍해·남서 태평양을 따라 약 37개국 연안에서 서식하는데, 그 서식지를 나타낸 지도를 보면 서식지 사이의 거리가 다소 먼 편이라는 사실을 알 수 있다. 서식지 가운데 홍콩·모리셔스·대만에서는 이미 자취를 감추었고, 캄보디아·일본·필리핀·베트남에서도 과거에 견주어 개체 수와 서식지가 대폭 감소했다.
매너티가 생명 활동에 일정량의 담수가 필요한 데 반해 듀공은 철저히 염수 환경에만 적응해 있다. 그러나 담수 속에서 살 수 없는 것은 아니어서 해안 습지대 근변의 기수 지역에서 종종 발견되기도 한다. 혹은, 맹그로브가 무성한 해안가나 해초가 풍부한 섬에 서식하기도 한다. 이들은 주로 깊이 10m 안팎의 얕은 바다에서 관찰되며 연안 지역을 크게 벗어나진 않지만, 약 37m 정도로 대륙붕이 얕게 펼쳐진 곳에서는 육상으로부터 10km 떨어진 곳까지도 활동 반경을 넓힐 수 있다. 그런 지형에서는 듀공의 먹이가 되는 해호말 같은 바닷말을 쉽게 획득할 수 있다. 듀공은 각기 다른 목적으로 얕은 수역과 깊은 수역을 오가는 것 같은데, 얕은 수역은 번식을 원활히 하고 천적을 피하기 위하여, 깊은 수역은 해변가 쪽 물이 겨울에 추워질 때 열손실을 방지하기 위하여 이동하는 것으로 보인다.

### 동아프리카와 남아시아
1960년대 말엽에 500마리가 넘는 듀공 무리가 동아프리카와 그 주위 도서 지역에서 발견된 적이 있었다. 그 당시에 비하여 현재 해당 지역에 잔존하는 듀공의 개체 수는 약 50마리 정도로 빙산의 일각에 지나지 않으며, 수가 극적으로 불어나지 않는다면 곧 해당 지역에서 절멸하게 될 우려도 제기되고 있다. 반면 홍해에는 특히나 많은 수의 듀공들이 살고 있으며 동·서부에 고루 분포해 있다. 1980년대에 실시된 개체 조사로 볼 때, 당시에는 약 4,000마리에 달하는 듀공 떼가 살았던 것으로 보인다. 마다가스카르의 듀공 개체 수는 전수 조사가 이루어진 바가 없으며 관련 연구나 논문도 적지만, 현재 남아 있는 수는 그리 많지 않을 것이라 여겨진다. 모잠비크는 현재까지 명맥을 잇고 있는 듀공들이 얼마 없지만, 그 중에서도 유별나게 큰 약 120마리 정도 규모의 무리가 바자루토섬에 서식하고 있다. 하지만 한때 집단 서식지로 이름나 있던 마푸토만이나 이냐카섬에서는 자취가 거의 사라졌다. 탄자니아는 근래 마피아섬 해상공원에서 목격담이 늘고 있으며, 특히 2009년부터 어부들의 제보가 이루어지고 있다. 일부는 사냥을 시도했으나 실패했다. 세이셸에서는 18세기에 멸종했을 것으로 보였지만 알다브라 환초에서 본토에 서식했던 듀공들과는 다른 개체군으로 보이는 소규모 서식지가 새로 발견되었다. 그 밖에도 차고스 제도에서도 서식했던 흔적이 남아 있으며, 시카우섬은 한때 듀공이 많이 찾아오는 지역이었으며 섬의 이름에서도 듀공과의 관련성이 드러나지만, 이 지역에서도 더 이상 서식하지 않는다.

### 페르시아만
페르시아만은 듀공들이 대규모로 서식하는 지역이며, 세계에서 두 번째로 많은 수의 듀공들이 산다. 대부분은 남단 해안에서 목격되며, 현재 이 지역의 개체 수는 5,800-7,300마리에 달하는 것으로 추정된다. 1986-1999년에 실행된 현지 연구에 의하면, 가장 대규모로 관찰되었던 곳은 서부 카타르로 이곳에서 600마리가 넘는 무리가 관찰되었다고 한다. 그러나 최근 연구에 따르면 이 지역에서도 듀공의 무리 규모와 서식 지역은 양쪽 모두 감소하고 있다. 2017년에 관찰된 바에 따르면 1950년에 비해서 페르시아 만에 서식하는 듀공의 개체 수는 약 25% 감소했다. 수가 줄어들고 사는 곳이 협소해져 가는 데에는 불법 밀렵과 그물에 얼키는 사고, 기름 유출 등이 원인으로 제기된다.

### 오스트레일리아 외 남태평양

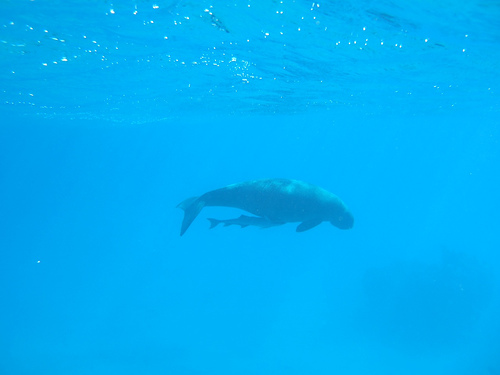
듀공과 빨판상어, 바누아투

중국 남방 해안지대에도 소수 남아 있으며 광시 좡족 자치구에 위치한 국립 자연보호구에서 법령으로 보호받고 있으나, 개체수는 지속적으로 감소하여 2007년에는 하이난 서부 해안지대에서는 종적을 감추었다. 또한 남부 황해에서도 한때 출몰했었던 것으로 기록되어 있다.
베트남에서는 끼엔장성·바리어붕따우성·푸꾸옥섬·꼰다오 제도 등 영토 남부에 인접한 해안가에서 서식했으며, 과거에는 개체 수가 매우 풍족했다. 지금은 꼰다오 제도에서만 유일하게 관찰이 가능하며, 꼰다오 국립공원으로 주기적으로 찾아오는 듀공이 남아 있다. 명목상으로는 보호되고 있으나, 아직 보호의식이 깊이 형성되어 있는 환경은 아니라 포획되어 불법으로 매매되는 일도 잦다. 2014년 푸꾸옥섬 지방정부 차원에서 듀공을 테마로 축제를 개최하여 이러한 인식의 필요성을 지역 사회에 상기시켜 주기도 했다.
태국에서는 현재 안다만해 인근 6도에 분포하는 것으로 알려져 있다. 드물게는 타이만에 모습을 드러내기도 한다. 본래는 타이만에서도 다수가 분포했으나, 근 몇 년간 타이만 서쪽 방향에서는 전혀 관찰된 바가 없으며 동쪽으로도 소수만이 남아 있으며 개체도 줄어들고 있는 것으로 보인다. 그 외에 조호르 해협·보르네오섬에 소수가 남아 있으며, 말레이 반도 역시 듀공의 주요 서식지 가운데 하나이다.
한때 필리핀은 군도 전역이 듀공 개체 수가 풍부하여 1970년대까지 흔하게 볼 수 있었지만, 현재는 환경 오염, 어망과 서식지 파괴 문제로 그리 많이 남아 있지 않다. 서식지는 팔라완주의 칼라미안 제도·루손섬의 이사벨라주·기마라스주·민다나오섬 등지에 흩어져 있다. 또한, 듀공은 필리핀 국내법에서 보호종으로 지정한 첫 번째 해양동물으로, 해할 시 무거운 처벌을 받는다. 플라스틱 쓰레기 문제 때문에 필리핀에서도 듀공의 수는 점차 줄어들고 있으며, 먹이로 잘못 알고서 삼켜버려 탈이 나는 일도 잦다. 남획이나 환경 파괴를 제동시키는 마땅한 교육이 갖춰지지 않아 이러한 위협은 계속될 전망이다.
그 외에는 솔로몬 제도·뉴칼레도니아·바누아투·팔라우 등 폴리네시아 지역에 두루 분포하며, 코코스 (킬링) 제도에는 길잃은 개체로 보이는 듀공이 확인되기도 한다.

### 북태평양
듀공과 문화·역사적으로 긴밀한 관계를 갖고 있는 일본 오키나와는 듀공의 최북단 서식지이며, 대만에도 한때 서식지가 존재했다. 현재 오키나와에 서식하는 듀공 수는 50마리 남짓으로 보이지만 실제로 확인된 수는 매우 적어 그 이하일 수도 있다. 2017년 군도 등지에서 모자(母子) 개체들이 속속 목격되고 있는데, 근처 수역에서 번식지로 삼고 있을 가능성이 크다. 일본 출몰지 가운데서도 가장 북쪽에 위치한 곳은 규슈의 아마미오시마로, 관측을 시작한 이래 40년간 단 한 마리의 듀공만 발견되어 기록됐다. 한편 구마모토현의 우시부카시(現 아마쿠사시)에서는 나그네로 보이는 개체 한 마리가 항구 근처에서 관찰되었지만 머지않아 폐사했다. 야에야마 제도는 역사적으로 듀공의 집단 서식지로 알려져 있었으며 해마다 약 300개체 이상의 듀공이 머물러간 것으로 보인다. 외부인의 출입이 엄금되는 현지 종교시설 우타키에는 듀공 해골이 상당량 보관되어 있다. 이 지역에서는 오래 전부터 류큐 왕국에 바칠 공물로서 소규모 듀공 사냥이 공공연히 이루어져 왔으나, 본격적으로 듀공 개체 수에 악영향을 끼치게 된 것은 제 2차 세계대전 이후 대규모 밀렵과 폭파 낚시가 성행하면서부터로서, 이같은 남획 때문에 해당 지역에 머물던 듀공 개체군은 거의 멸절된 것으로 보인다.
대만의 개체군은 절멸 상태나 다름없으나 몇 마리는 둥샤 환초 국립공원처럼 대규모 해초층이 있는 곳을 향해 먹이를 찾아오기도 한다. 공식적으로는 1950-60년대 컨팅 국립공원에서 몇몇 개체가 목격된 것이 마지막이었다. 북마리아나 제도에서는 1985년도에 앞서 일부 개체가 기록됐다. 이와 같은 개체군들이 시간에 따라 얼마만큼 교잡이 이루어졌는지에 대한 연구는 다소 부족한 편이다. 몇몇 학자들은 북태평양 듀공 개체군 사이에 교잡은 거의 없었다고 주장한다. 이를테면 오키나와의 개체군은 필리핀 등지에 서식하는 개체군이 이동했을 때 낙오되거나 떨어져나온 개체군이라는 것이다. 또다른 축은 해당 듀공들이 류큐·대만·필리핀 간 이동 경로가 교차하는 구간에서 모집단을 형성했을 거라고 상정하고 있다.

### 지중해
한때 지중해에서도 서식했던 사실까지는 미루어 알 수 있으며, 내해를 따라 문명이 움텄던 시기까지는 존재했을 것으로 추정된다. 아마 홍해에 서식하는 개체군과 조상을 같이했을 것이라 생각되는 이 개체군은 지리상 악조건과 기후변화 때문에 제대로 무리를 이뤄내지는 못하고 현재는 절멸했다. 다만 듀공과에 속하는 종들이 카리브해와 이곳에서 에오세 중·후기에 각각 처음 나타났다는 사실은 알려져 있다.

## 생태와 한살이

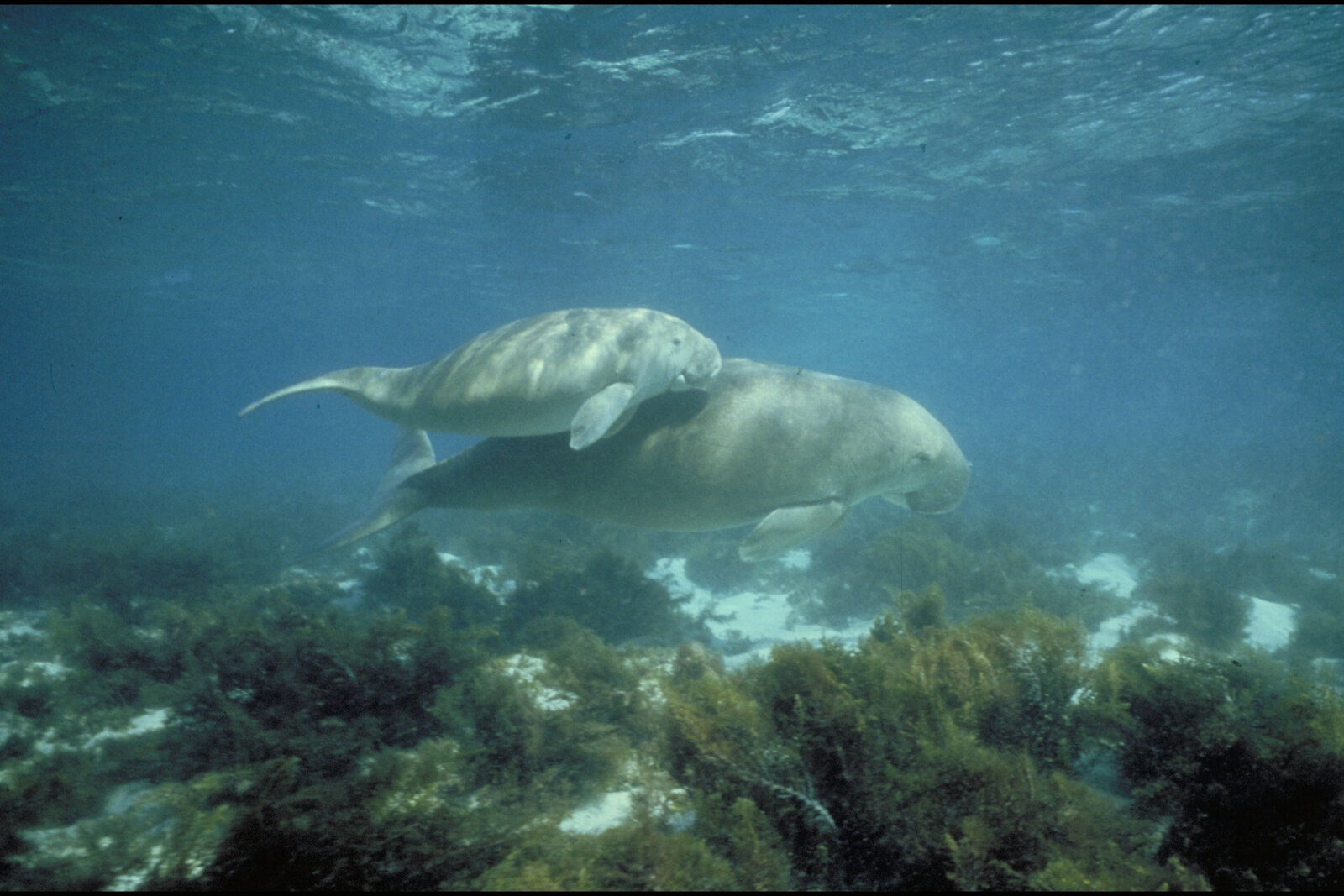
연안에서 찍힌 듀공 모자

종의 수명은 상당히 긴 편으로 확인된 것 중 가장 나이든 개체는 생후 73년이다. 천적은 매우 적지만 악어·범고래·상어 등이 사냥감으로 노리기도 하며, 특히 새끼는 적지 않게 표적이 된다. 또 가오리가 쏜 독침에 외상을 입어 죽은 경우도 있다. 기생충과 세균감염에 의해서 병이 생기기도 하며, 대표적으로 와포자충속에 속하는 기생충이 확인되었다. 퀸즐랜드에서 서식하는 듀공 사인 가운데 30%가 병사였다.
무리 생활을 하는 사회적 동물이지만, 다수의 듀공들을 모두 먹일 풍부한 해초층이 있는 연안가가 지구상에 많지 않은 까닭에 주로 1~4마리 안팎으로 행동한다. 100마리가 넘는 대규모 무리를 지은 듀공들이 간혹 발견되지만 그리 오래가지 않고 금방 와해된다. 수줍음이 많고 사람을 다소 꺼리는 탓에 듀공의 행동 방식에 관해서 알려진 것은 미미한 수준이다. 보통은 평균 2분 30초가량, 최대 6분 동안 숨을 참고 잠수할 수 있으며, 숨을 쉬러 수면 위로 올라올 때는 꼬리를 아래로 하고 머리를 물 밖으로 꺼낸다. 바다 밑바닥 39m까지 잠수할 수 있으나 보통은 수심 10m 안팎에서만 활동하고 그 깊이 이상으로 잠수하는 일은 거의 없다. 높이 지저귀는 듯한 울음소리와 휘파람, 짖는 듯한 소리 등 수중에서 전달할 수 있을 만한 여러 가지 소리를 통해 개체간 의사소통을 한다. 이 소리들은 진동수나 파장에 따라 전달하려는 뜻이 제각각 다를 것이라고 추측되고 있다. 시력이 별로 좋지 않아서 번식기에 벌어지는 구애 행동을 빼면 시각을 통한 의사소통은 잘 없다. 어미와 새끼는 성장하는 내내 붙어 있으며, 붙어 있는 새끼는 자기가 어미에게 제대로 붙어 있는지 확인하기 위해 앞지느러미로 어미를 건드리는 행동을 수 차례 반복한다.
듀공은 자신만의 거처를 갖지 않고 나그네처럼 연안을 떠돌아다니나, 일생 동안 일정 범위 안을 배회하는 반방랑성(semi-nomadic) 동물이다. 수가 많이 모이면 지역을 벗어나 다른 곳으로 이동하는 일도 자주 있는데, 이는 주로 먹이인 해초의 양에 따라 움직이는 것으로 보인다. 자신이 원래 있던 곳을 기억하는 습성 덕택에 살던 곳에서 멀리 나가도 되돌아올 수 있다. 이동은 주로 해초층이 펼쳐진 지역 안에서만 이루어지며, 같은 지역에 서식하는 듀공들이 제각각 독특한 경로를 따라 움직인다. 하루 동안 움직이는 경로는 주로 조수간만에 의존한다. 밀물과 썰물 격차가 큰 지역에 서식하는 듀공일수록 더 얕은 곳까지 해초를 뜯으러 들어온다. 오스트레일리아 모레턴만에서 사는 듀공들은 곧잘 먹이가 자라는 만 안쪽과 보다 따뜻한 대양 지역을 왔다갔다하기도 한다. 저위도보다 계절차가 큰 고위도 지역에 사는 듀공들은 겨울이 오면 더 따뜻한 바다를 찾아 이동을 하기도 한다. 가끔 몇몇 듀공들은 혼자 수심이 연안보다 깊은 원양까지 며칠 동안 장거리 이동을 하기도 한다. 어떤 듀공은 원래 서식지보다 훨씬 더 남쪽에 있는 시드니에서 모습을 보이기도 했다. 해양동물이지만 민물을 거슬러 올라오기도 하며, 쿡타운에서 15km 정도 떨어진 개천에서 한 개체가 잡히기도 했다.

### 먹이

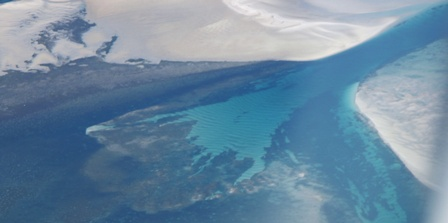
듀공이 주로 먹이를 먹는 모레턴만의 삼각주

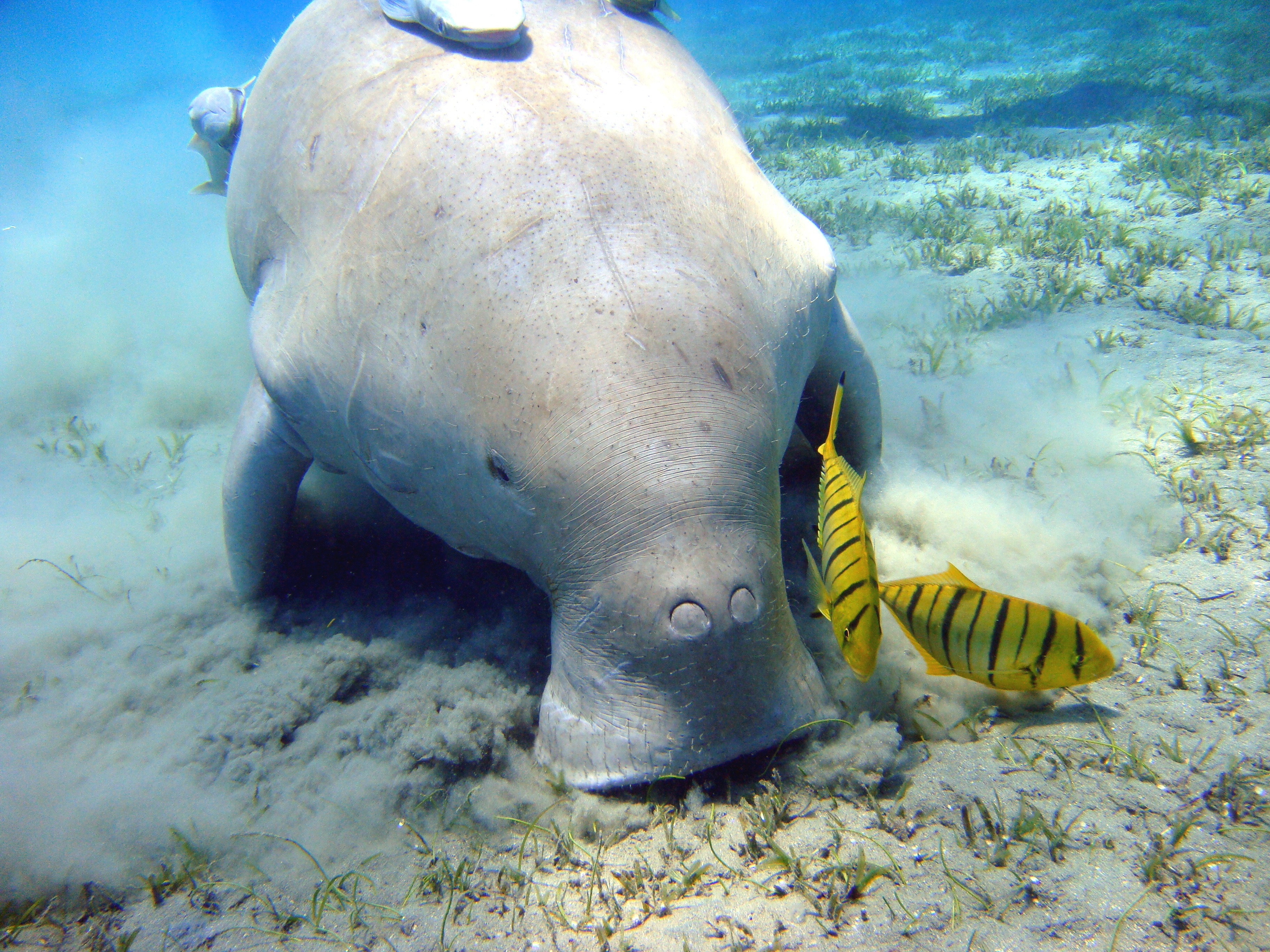
먹이를 먹는 듀공

듀공의 식성은 초식성이라, 다른 바다소목 소속종들과 함께 해우(海牛) 또는 바다소라는 이름으로도 불린다. 연구를 위해 조사한 듀공의 뱃속에서 꽤 많은 가짓수에 이르는 해초들이 속속 검출되었으며, 해초가 희박한 곳에서는 조류도 먹이로 삼는다는 것이 확인되었다. 평상시에는 초식만을 고집하지만, 가끔씩 해파리·해초강·조개 등 수생 무척추동물들을 먹기도 한다. 오스트레일리아의 모레턴만에 서식하는 듀공들은 잡식 성향이 강해, 먹을 해초가 다 떨어지면 갯지렁이(다모류)와 같은 무척추동물이나 조류를 섭취하는 것이 여러 번 확인되었으며, 그 밖에도 오스트레일리아 남쪽에 서식하는 듀공들 역시 이따금 잡식을 한다는 것이 증명되었다. 하지만 그 이외 열대 해역에서는 듀공들이 잡식을 했다는 마땅한 증거가 발견되지 않았고, 배설물 조사에서도 무척추동물의 모습은 보이지 않았다.
듀공들 대부분은 해초가 엄청나게 많은 곳에서보다는 해초가 드문드문 자라는 곳에서 먹이를 먹는다. 단백질 농도와 해초의 재생력 등이 듀공의 먹이가 되는 해초층에 영향을 준다. 듀공이 어떤 해초를 골라 먹을지는 해초에 함유된 성분 구조와 구성에 따라 좌우되며, 주로 섬유질이 좀더 적은 대신 질소 함유량이 많아 더 소화가 용이한 해초에 더 관심을 보인다. 대보초에 서식하는 개체들은 영양분이 되는 질소가 풍부한 자라풀과 해호말속·할로듈속에 속하는 해초들을 선호한다. 해초가 자라는 밀도가 적당하고, 시간에 따라 해초의 종이 바뀌는 현상인 천이(遷移)가 잘 일어나지 않는 장소를 선호하는 경향이 있다. 해초가 많이 자라는 곳이라고 해도, 듀공의 먹이 선택이 꽤 까다로운 탓에 듀공의 식사 장소로 적합한 군락은 극히 일부뿐이다. 또한 듀공은 먹는 해초의 종류를 능동적으로 바꾸기도 한다. 해저 33m와 37m까지 듀공이 먹이를 찾아 내려간 흔적이 발견된 바 있다. 듀공은 시속 약 10km 수준으로 아주 천천히 유영하는데, 먹이를 뜯으러 바다 밑바닥에 내려와 있을 땐 앞지느러미로 걷는 것처럼 움직이기도 한다.
듀공의 섭식 활동은 그 먹이가 되는 해호말속·할로듈속 해초들의 성장을 촉진시키기도 한다. 해초층의 태반을 이루는 거머리말 종류는 군락이 풍부한 대신 회복력과 성장 속도가 느린데, 이 해초들은 듀공의 먹이가 되어 개체가 줄어들고 나서도 빠르게 회복한다는 특징이 있다. 이처럼 먹이가 되는 해초들이 듀공에게 뜯어먹힌 후 오히려 더 빠르게 번성하는 것을 경작초식(Cultivation grazing)이라고 일컫는다. 이와 같은 섭식활동으로 듀공이 더 좋아하는 영양가 높은 해초들이 더 활발하게 자라나게 된다. 또 같은 해초라도, 듀공은 섬유질이 낮고 생장이 덜 된 편을 선호하는데, 여러 곳에서 경작초식이 일어나게 되면 듀공이 좋아하는 어린 해초들이 더 잘 자라게 된다.
시력이 낮기 때문에 듀공은 먹잇감을 분별하는 데 후각을 사용한다. 입술 수염을 통해 느끼는 촉각도 민감하여 주위 환경을 판단한다. 주 먹이가 되는 해초를 씹어먹을 때는 뿌리째 들어올린 뒤 흔들어 모래를 털어내고 씹어먹으며, 너무 뿌리가 깊거나 단단히 박혀 째로 먹는 게 여의치 않을 때는 이파리만 끊어먹기도 한다. 또한 일정 거리 안에 있는 식물들을 미리 뜯어내 한데로 모은 뒤에 먹는 모습도 보인다. 유연성 높은 근육질로 된 윗입술을 해초 뿌리를 파내는 데 쓰며, 윗입술로 털고 지나간 자리로는 도랑 같은 자국이 남는다.

### 번식과 양육

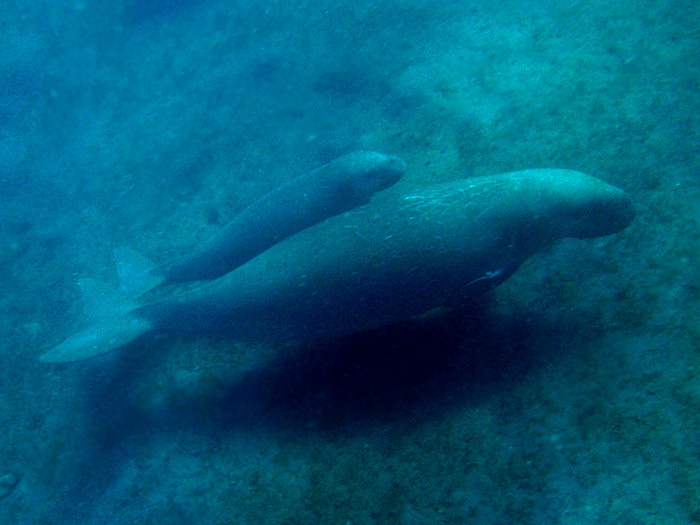
동티모르에서 찍은 듀공 모자(母子)

듀공은 다른 포유류들보다 약간 늦게, 생후 8-18년이 차게 되어야 성적으로 성숙해진다. 암컷은 수컷이 성숙해졌다는 것을 엄니가 길어진 것으로 알아차린다. 수컷의 엄니가 길어졌다는 것은 테스토스테론 분비가 왕성해졌다는 뜻이다. 언제 암컷이 첫 출산을 하는가에 대해선 저마다 의견이 엇갈리지만 대부분의 연구에서는 10-17세 정도 범위 안에 이루어질 것이라고 추측한다. 하지만 어떤 연구에서는 약 6세에 첫 출산을 가진다고도 한다. 또한, 수컷은 너무 늙으면 생식 기능을 잃게 된다. 듀공은 50년을 넘게 장수하는 동물이지만, 일생 동안 암컷이 낳는 새끼의 수는 적은 편이다. 암컷들은 자신이 낳은 새끼들을 극진히 보살핀다. 새끼를 몇 년 주기로 가지는지는 확실치 않으나 약 2.4년에서 7년 사이로 보고 있다.
짝짓기 행동은 대부분 지역마다 다르게 나타난다. 어떤 지역에서는 수컷이 발정기의 암컷이 찾아가는 장소에 미리 영역을 차지하여, 동일 장소에서 경쟁 중인 수컷보다 잘 띄기 위해 집단 구애 행동(lek)에 뛰어든다. 또 어떤 지역에서는 수컷 여러 마리가 암컷 한 마리와 동시에 관계를 가지려고 하며, 이따금 같은 수컷이나 교미 대상인 암컷에게 부상을 입히기도 한다. 이로써 암컷은 여러 마리의 수컷과 교미하게 되며, 암컷을 차지하기 위한 난투 중에 한 마리가 암컷 위에 올라타 교미에 성공할 수 있다. 이런 교미 방식은 수정이 성사될 확률을 대폭 높인다.
교미와 수정에 모두 성공한 암컷은 13-15개월간 임신 기간을 가지며, 별 일이 없을 시 한 배에 한 마리의 새끼만을 낳는다. 새끼를 낳는 일은 보통 수심이 얕은 곳에서 하는데, 어떨 때는 해안가에 거의 인접한 곳에서 새끼를 낳기도 한다. 어미는 분만이 끝나면 즉각 수면가로 새끼를 밀어올려 공기를 호흡하게 한다. 갓 태어난 새끼는 날 때부터 1.2m 정도 몸길이에 30kg 정도의 몸무게를 가진다. 새끼는 태어나자마자 더 편히 유영하기 위해 어미 곁에 착 붙는다. 젖은 생후 14-18개월까지 먹이지만, 태어나고 나서 얼마 되지 않은 새끼도 해초를 뜯어먹을 수 있다. 다 자란 새끼는 어미 곁을 떠나 독립한다. 젖을 먹어야 될 때 새끼는 앞지느러미를 입에 가져다 대면서 마치 손가락을 빠는 것 같은 행동을 보이는데, 이와 똑같은 행동이 인간이 보호하고 있는 새끼 듀공에서도 관찰된다.

## 인간과의 관계

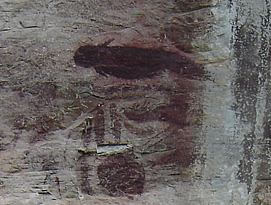
듀공을 묘사한 말레이시아의 구아탐분 동굴 벽화

듀공은 바다 생물 가운데서도 사냥하기 어렵지 않은 동물이었기 때문에 고기·가죽·기름·뼈를 얻기 위해 수 천년간 포획되어 왔다. 많은 문화권에서 듀공은 전설 속 인어의 모태가 되었으며, 대부분의 서식지에서 듀공을 사냥하는 전통 문화를 찾아볼 수 있다. 일부 지역에서는 중요한 동물로 대우받으며, 몇몇 국가에서는 듀공을 내세운 자연관광 산업의 혜택을 입고 있기도 하다.
말레이시아 이포에 위치한 구아 탐분 동굴에는 5,000년 전 근처에 살던 신석기 시대 사람들이 그린 동굴 벽화에 듀공이 묘사되어 있다. 본 벽화는 1959년 순찰 중이던 R.L. 롤링스 중위가 발견하였다. 유럽에서는 르네상스와 바로크 시대를 거치면서 듀공들이 이따금 개인 전시관에 표본으로서 전시되기도 했다.
듀공을 잡아 얻는 고기와 기름은 즉 오스트레일리아 원주민들과 토레스 해협 제도의 원주민 등 많은 문화권에서 중요하게 다뤘다. 몇몇 오스트레일리아 원주민들은 듀공들 역시 토착 사회의 일부로써 대접한다. 또 케냐에서는 민간에 전승되는 전설에서 바다의 여왕으로 묘사되며, 사냥당한 듀공은 고기·약재·장식품으로 긴히 사용된다. 페르시아만 근처 국가들은 고기뿐 아니라 칼자루를 만들 엄니를 얻기 위해서도 듀공을 사냥했다. 인도의 쿠치만 부근에서는 듀공 기름을 나무 배에 쓰는 방부제 및 유연제로 사용하며, 고기는 정력에 도움이 된다고 믿는다. 일본에서는 주로 갈비뼈를 뜯어 공예품을 만들었다. 중국 남부 지방에서는 예부터 기적의 물고기로 여겨져 함부로 잡는 것은 금기였다. 1950년 후반에 시작된 대이민 때문에 많은 듀공들이 식량을 얻으려는 목적으로 사냥되었다. 필리핀에서 듀공은 불행을 가져오는 존재로 여겨졌으며, 여러 부위로 해체해 액운과 부정한 기운을 막는 부적으로 만들어졌다. 태국에서는 듀공의 눈물이 강력한 사랑의 묘약의 재료가 된다고 생각했으며, 인도네시아 일부 지역에서는 여성이 죽은 뒤 부활한 존재로 여겼다. 파푸아뉴기니에서는 주로 힘을 상징하는 존재로 취급되었다.

## 보존
듀공의 수는 날이 갈수록 줄어들고 있으며, 안정된 개체군의 경우 1년 동안 무리에 소속된 성체 가운데 95%만 생존한다. 개체 수가 훼손될 걱정 없이 인간이 잡을 수 있는 암컷의 비율은 오로지 전체 무리의 1-2%뿐이며, 먹이가 부족하여 번식이 어려운 지역일수록 이 허용 비율은 더 큰 폭으로 떨어진다. 최고의 번식 조건을 갖춘 지역에서도 남획이 성행하기 때문에, 번식을 통해 종합적으로 늘어나는 수는 무리의 5%를 넘지 않는다. 사람들이 모여 사는 해안가 근처 얕은 바다에서 사는 특성 때문에, 듀공은 더더욱 남획될 우려가 크다. 인간의 활동이 듀공에게 어떤 영향을 미치는지에 관해서는 정확히 밝혀지지는 않았지만, 주로 오스트레일리아에서 많은 연구가 이루어지고 있다. 듀공이 서식하는 여러 국가에서는 개체 수를 정확하게 조사한 적이 없는 경우가 허다하다. 오스트레일리아의 퀸즐랜드에서 듀공의 개체 수 변화를 조사한 것이 실질적인 마지막 조사였으며, 듀공의 개체수가 심각하게 줄어들고 있다고 결론지은 2002년 연구를 끝으로 듀공 보존 상태에 관한 연구도 거의 이루어지지 않고 있다.
IUCN 적색 목록에서는 듀공의 보존 상태에 관하여 취약(VU) 등급을 매겼으며, 멸종위기에 처한 야생동·식물의 국제거래에 관한 협약(CITES)에 의하여 거래가 제한된다. 이를 따라 대부분의 국가에서 상업적 거래는 금지되어 있다. 서식지가 매우 넓어 국가간의 협력이 중요하며, 동남아시아에서는 1998년 듀공을 보호하려는 목적 아래 국가들이 긴밀하게 협력한 바가 있다. 케냐에서는 듀공 사냥을 금하고 저인망 어업을 제한하는 법률을 제정했지만 아직 국가 야생동물 협약에 멸종위기종으로 지정되어 있지는 않다. 모잠비크 정부 역시 듀공 보호 법안을 1955년 제정했으나 규제가 강력하게 이루어지지는 않고 있다. 홍해를 낀 아프리카 동부 해안의 해상동원에서도 듀공을 보존하고 있으며 이집트의 아카바만은 전역이 보존 지역으로 되어 있다. 아랍에미리트·바레인에서는 모든 유형의 듀공 사냥을 엄금했고, 뒤이어 아랍에미리트에서는 유망 어업도 금지했다. 인도·스리랑카에서는 포획·물품 거래 양쪽 모두를 금지하고 있다. 일본·중국 등 동아시아 국가에서도 듀공을 국가 보호종으로 지정하고, 듀공에 대한 의도적 포획·사살·상해를 모두 금하고 있다. 필리핀에서는 해양동물 가운데 가장 먼저 보호종으로 지정된 종이 듀공이다. 팔라우·인도네시아에서도 보호종이지만, 단속이 제대로 이루어지지 않고 발리 등지의 수산시장에서 거래되기도 한다. 파푸아뉴기니에서는 국수(國獸)로 대우받으며 전통 방식 사냥만 허가되고 그 밖의 포획은 모두 금지된다. 바누아투·뉴칼레도니아에서도 듀공 사냥은 불법이다. 오스트레일리아에서는 전 지역적으로 보호받지만 그에 관한 법률과 그 적용방식은 주마다 형태가 제각각 다른데, 어떤 주에서는 토착민들의 사냥은 허락하기도 한다. 퀸즐랜드주의 자연보존협약(Nature Conservation Act 1992)에서, 듀공은 취약종으로 명시되어 있다. 오스트레일리아 개체군 대부분이 해상공원에서 서식하며 이 지역에서는 선박의 순항 속도가 제한되며 그물을 설치하는 낚시는 불법이다. 베트남에서는 2012년 듀공을 전문적으로 사냥하는 불법 네트워크가 적발된 바 있다. 그 밖에도 탄자니아에서 밀렵이 행해지기도 한다.

### 인간과의 충돌
많은 국가에서 듀공을 보호하고 있으나 여전히 많은 듀공이 수렵·서식지 파괴·어업 등 인간 활동에 의하여 희생되고 개체수가 급감한다. 정확한 통계는 없으나 적지 않은 듀공들이 어망에 걸려 목숨을 잃는다. 수산업과 관련된 어업 대부분은 듀공의 출몰이 드문 원양에서 이루어지기 때문에, 비교적 연안 쪽에서 이루어지는 민간 어업이 주된 위협이 된다. 듀공은 수중 호흡을 할 수 없어 물 속에 너무 오랫동안 있다가는 익사하기 때문에, 그물에 잡힌 채 어떤 도움도 받지 못한다면 그대로 목숨을 잃을 공산이 크다. 또 해수욕장 근처에 상어나 해파리가 침입하는 것을 막으려고 쳐 놓은 그물에 잘못 걸려 죽기도 하기 때문에, 이들 대신 주낙을 걸어 피해를 방지하는 방책도 시행 중이다. 사냥은 일부 예외를 제외하고서는 거의 모든 지역에서 금지되었지만 여전히 듀공 개체 수를 감소시키는 큰 근심거리다. 오스트레일리아 북부 지역에서처럼 제한적이나마 듀공 사냥이 허용된 지역에서는 여전히 듀공의 개체 수를 좌우하는 원인이다.
같은 목에 소속된 매너티의 경우 지속적으로 선박에 치여 상흔을 입거나 죽는 문제가 발생했으며, 듀공 역시 정확한 사례를 찾아보기는 힘들어도 역시 위협거리 중 하나일 것으로 보인다. 특히 육지에서 멀지 않은 연안가에 서식하는 듀공은 모터보트 등에 치이는 사고를 직면할 위험이 높다. 듀공 서식지가 있는 몇몇 국가에서 생태관광이 성행하고 있으나, 이러한 생태관광과 듀공 사이의 관계가 명확히 밝혀진 적은 없다. 하이난성과 같은 지역에서는 환경 파괴가 심각한 문제가 되고 있으며, 듀공이 살던 서식지가 점차 인공적으로 변화하고 있다. 듀공은 일생 동안 여타 해양생물보다 더 많은 중금속 이온을 대량 흡수하고 몸속에 축적한다. 보호단체나 지역을 지정하는 국가간 협력에도 불구하고 대부분의 국가에서 개발을 중시하는 정치적 의견 충돌이 큰 장애가 된다. 듀공이 서식하는 연안가는 식자재나 여러 부산물을 얻는 산업적 가치가 있기 때문에 이를 지원하는 정책이 시행되면 듀공의 보존이 그만큼 더 힘들어진다.
기름 유출 사고와 간척은 일본 오키나와와 같은 일부 지역에서 문젯거리로 부상하고 있다. 오키나와에서 후텐마 기지 이전 문제를 포함한 자연개발, 소음·화학적 공해, 토양 오염과 열화우라늄 노출 등 여러 환경 문제를 일으킨 미군 부대와 환경단체 간의 충돌이 대표적이다. 또한, 나중에 헤네코 암초 인근에서 조사가 진행된 결과 일본 정부가 그 지점을 통과하는 항로와 인간 활동이 듀공에게 끼치는 부정적인 영향을 일부러 은폐했다는 것이 드러났다.

### 환경 파괴
서식지의 파괴, 먹이가 되는 해초 고갈·영양 감소, 인간과의 충돌 등 여러 복합적인 요인들로 인해 먹이가 줄어드는 문제가 발생할 수 있다. 이렇게 먹이가 줄어들면 듀공들의 출산은 더 드물게 일어나게 되고, 새끼도 그만큼 덜 낳게 된다. 듀공의 먹이가 되는 해초층에 부정적인 영향을 미칠 수 있는 것들로는 하수·남용되는 세제·중금속·고염수(高鹽水)·제초제 등 여러 가지 물질들이 존재한다. 또한 저인망·준설작업·간척 등의 인위적인 행위나, 선박 프로펠러가 연안 바닥을 긁는 것도 듀공에게 좋은 환경을 만들어주지 않는다. 일조량의 증감은 해초의 성장을 결정적으로 좌우하는 요소라고 할 수 있는데, 이로 인하여 여러 이물질이 비정상적으로 퇴적되고, 그만큼 해초가 빛을 받기 어려운 환경에 처할 수밖에 없다. 대표적으로 듀공이 즐겨 먹는 해초 중 하나인 주걱해호말(Halophila ovalis)은 햇빛을 30일 동안 받지 못하면 시들어 죽고 만다.
사이클론·홍수 등 자연재해가 일어나서 듀공이 죽기도 하며, 그에 따라 수백km2의 해초층이 손상되기도 한다. 한 번 훼손된 해초층이 제 모습을 찾아가려면 경우에 따라서는 수십 년이 소요될 수도 있다. 그래서 듀공을 보호하는 법제는 대개 그 먹이가 되는 해초층의 훼손 역시 명시하며, 지상으로부터의 오염과 해초층에 직접적으로 악영향이 되는 해상 행위를 규제한다. 어떤 지역에서는 폐수 때문에 염도가 너무 높아져 해초가 삼투에 의하여 죽기도 하는데, 듀공이 먹는 해초가 염도를 얼마나 높이까지 버틸 수 있는지는 알려져 있지 않다.
듀공이 서식하는 지역 가운데 일본 오키나와의 오우라만은 일본 정부의 지원으로 연안을 간척해 기지를 세우려는 미군부대로 인하여 환경이 파괴될 위험에 처해 있다. 2014년 8월 인근 해초층 지대에서 예비 측량이 이루어진 적이 있다. 이 공사로 인하여 그 지역의 듀공들이 멸종할 우려도 제기될 정도로 서식지에 크나큰 타격이 될 것으로 보인다.

### 포획과 사육
오스트레일리아 퀸즐랜드주에는 듀공을 보호하는 공원이 총 16곳 있으며, 어떤 보호구역에서는 오스트레일리아 원주민들마저 사냥이 금지되기도 한다. 연구를 목적으로 듀공을 포획하기도 하는데 이로 인하여 과실치사를 일으켰던 사례는 1-2건 정도로 아주 적다. 듀공은 사육하는 데 상당한 비용이 소모되는 동물로, 어미와 새끼가 오랜 시간 붙어 지내야 하며 먹이로 먹을 해초를 수조 속에서 기르기가 힘들기 때문이다. 어미를 잃은 새끼를 사육 환경에서 성공적으로 키워낸 사례는 단 한 마리 뿐이다.
전세계적으로 수족관에서 사육되는 듀공은 단 세 마리뿐이다. 일본 도바시에 위치한 도바 수족관에서 암컷 1마리를 사육 중이며, 2011년 2월 10일까지는 수컷도 1마리 살았지만 폐사했다. 인도네시아 자카르타에 위치한 씨월드 자카르타에서도 1마리를 사육 중으로 낚시꾼이 설치한 어망에 걸린 것을 치료하여 구조하였다. 시드니 수족관에서도 수컷 1마리를 전시 중이며, 성체가 되기 전부터 수족관에서 길렀던 개체이다. 오랫동안 암컷 1마리도 같이 전시 중이었지만 2018년 폐사했다. 한편 싱가포르에 위치한 언더워터 월드에서도 1마리를 사육 중이었지만, 2014년 생후 19년이 됐을 때 소화계 질환으로 사망했다.